# Tina Riising
 Der er for få eller ingen kildehenvisninger i denne artikel, hvilket er et problem. Du kan hjælpe ved at angive troværdige kilder til de påstande, som fremføres i artiklen.

Tina Riising (født 5. juli 1964) er en dansk journalist og TV-studievært.
Tina Riising har i en årrække været studievært på DR's TV-avisen og TV3's kriminalmagasin Efterlyst. Hun har også været redaktør for Dagbladet Børsens tillæg FødevareSundhed. Fra 2007-2011 var hun vært på TV 2 News', på de daglige finansudsendelser, samt Finansmagasinet sammen med Ole Krohn. 